# Dope
Dope er et rock/metalband som blev dannet i 1997 i New York City. Bandet blev grundlagt af sangskriveren Edsel Dope. Som barn blev han og hans bror adskilt da deres forældre blev skilt. Som voksne blev de genforenet og Simon sluttede sig til Edsels band hvor han kom til at spille keyboard. Brødrene rekrutterede derefter Tripp Eisen som bassist, Preston Nash som trommeslager og Sloane Jentry som guitarist.
Bandet fik en del succes i de sene 1990'er og tidligt i 2000. De har til dato udgivet fem studiealbums.

## Medlemmer
- Edsel Dope – Vokal, guitar, keyboard (1997-)
- Virus – Lead guitar, bagvokal (2000-)
- Angel – Trommer (2007-)
- Brix Milner – Bas (2004-)

## Diskogarfi
- Felons and Revolutionaries (1999)
- Life (2001)
- Group Therapy (2003)
- American Apathy (2005)
- No Regrets (2009)
- Blood Money, Part 1 (2016)